# Nissan Figaro
La Nissan Figaro è un'automobile di piccole dimensioni realizzata dalla casa automobilistica giapponese Nissan Motor nel 1991.

## Descrizione generale

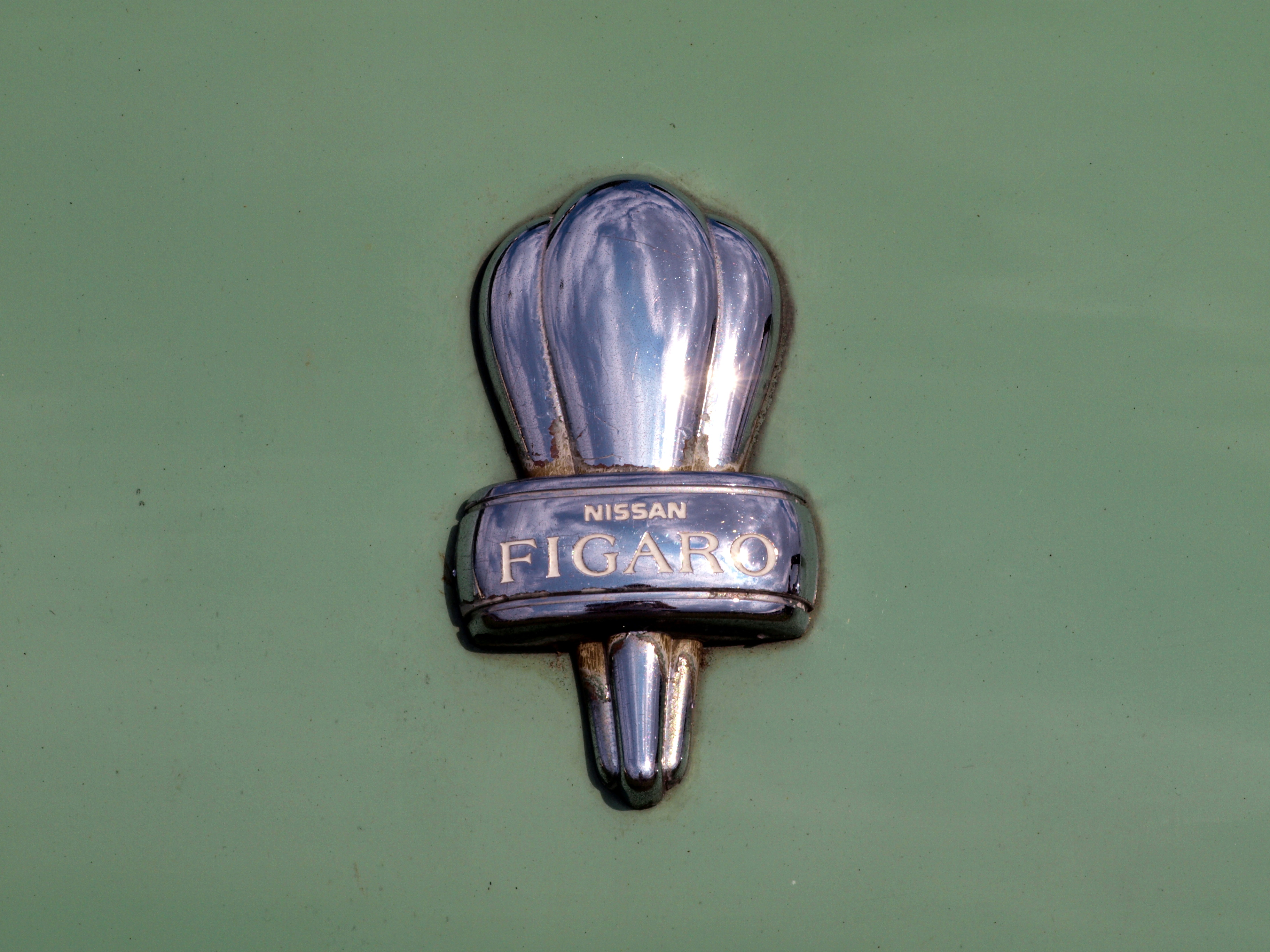
Il badge presente sul cofano della Nissan Figaro

La Figaro, assieme alle precedenti Be-1 e Pao, faceva parte delle cosiddette Pike car, ovvero piccole vetture dalla linea spiccatamente retrò vendute in serie limitata senza il marchio Nissan e realizzate dal gruppo progetti speciali della casa, chiamato appunto Pike Factory. 
Le linee, opera del designer Naoki Sakai coadiuvato da Shoji Takahashi, traggono ispirazione da quelle di alcune compact car classiche del passato. In particolare, il corpo vettura ricorda la Datsun Fairlady del 1960, mentre il tetto è bianco a contrasto, dotato di capote in tela. Tutte queste caratteristiche, unite all'abbondante presenza di dettagli cromati sulla carrozzeria, conferivano alla Figaro un aspetto particolare ed elegante. I colori disponibili erano quattro: Topaz Mist, Emerald Green, Pale Aqua e Lapis Grey. Ogni tinta simboleggiava una stagione dell'anno.

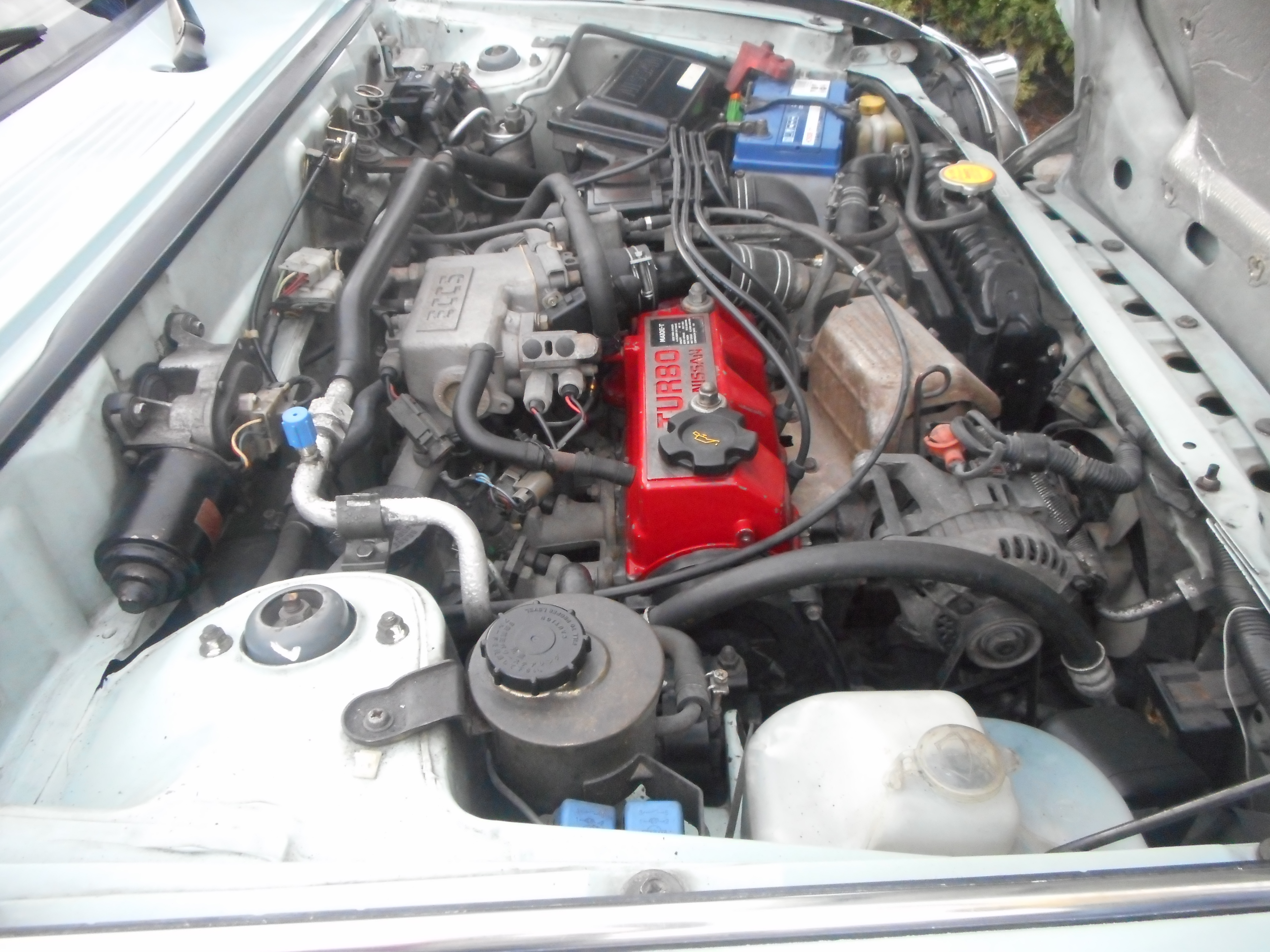
Ill motore

## Tecnica
Così come le altre Pike car, anche la Figaro era basata sulla meccanica della Micra prima serie a tre porte. Il motore era lo stesso 4 cilindri in linea da 987 cm³ presente sulla Be-1 e sulla Pao, ma turbocompresso, in grado di erogare 75 CV di potenza e 106 Nm di coppia motrice a 4.400 giri al minuto, abbinato a un cambio automatico a tre rapporti. 

## Sviluppo e produzione

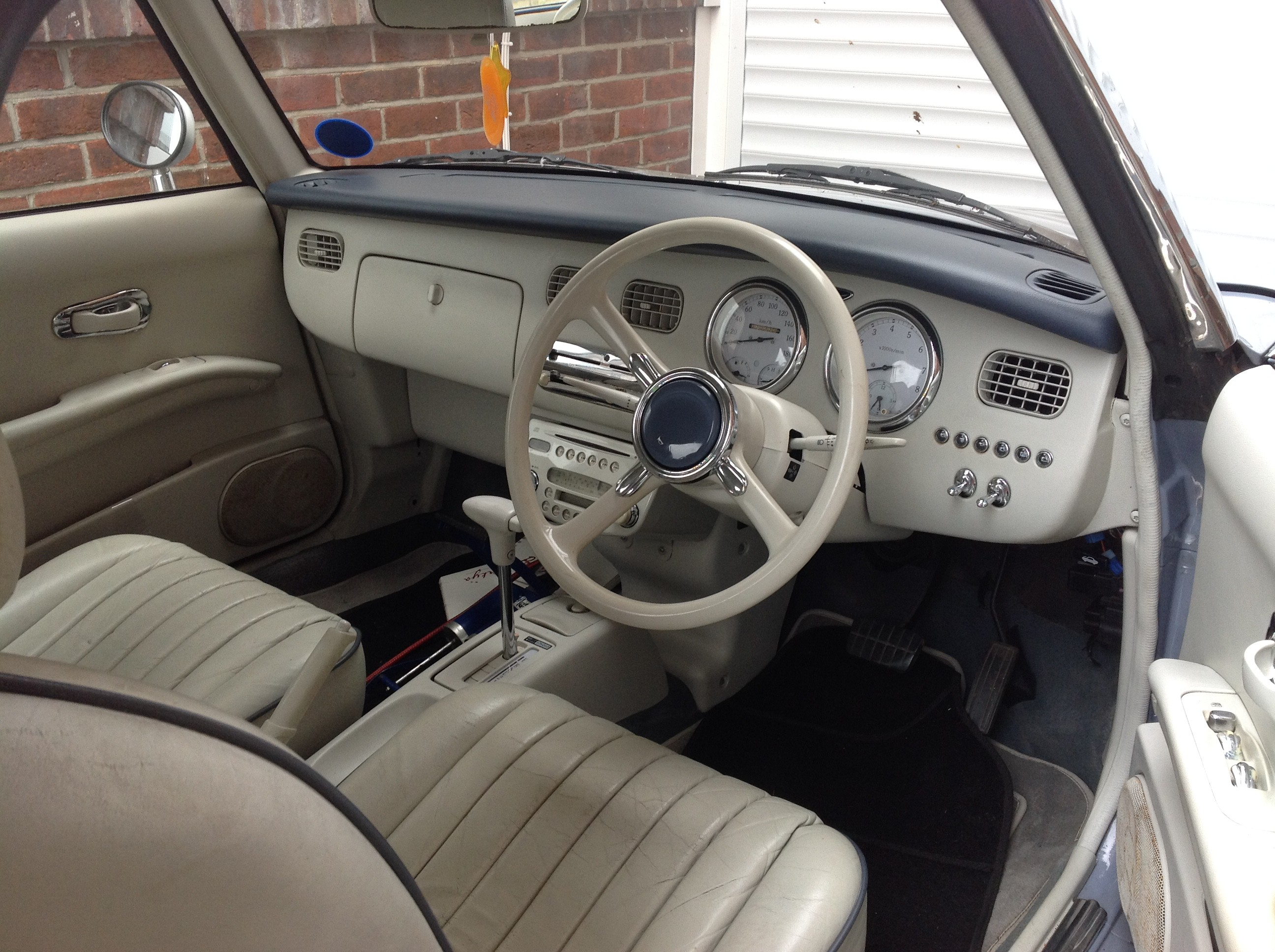
Gli interni

Le origini della Figaro risalgono al salone dell'automobile di Tokyo del 1989, dove il duo Takahashi/Sakai portò nello stand Nissan le concept Chapeau e Figaro. La Chapeau restò un prototipo, troppo bizzarri il parabrezza verticale, i dettagli rosa e il padiglione talmente rialzato da poterci stare dentro in piedi. Diverso fu il destino della Figaro, che fu prodotta in piccola serie. L'intenzione era di realizzarne 8.000 esemplari, ma alla fine uscirono dalla Pike Factory circa 20.000 Figaro, quasi tutte vendute tramite lotterie, dato che il numero delle ordinazioni superava di gran lunga quello delle vetture disponibili. La dotazione di serie comprendeva: ABS, cerchi in lega, climatizzatore, radio con lettore cd, sedili in pelle e tappetini coordinati.
Nonostante la Figaro fosse ufficialmente venduta solo in Giappone, fu in seguito commercializzata anche in Irlanda e nel Regno Unito da importatori paralleli, ottenendo un discreto successo. Tra i proprietari si possono annoverare il calciatore belga Thomas Vermaelen, il chitarrista Eric Clapton, il musicista Cassius Khan, la presentatrice televisiva inglese Vanessa Feltz e la principessa Eugenia di York.